# Hogna jiafui
Hogna jiafui är en spindelart som beskrevs av Peng et al. 1997. Hogna jiafui ingår i släktet Hogna och familjen vargspindlar. Inga underarter finns listade i Catalogue of Life.